# Milano Lancetti
Milano Lancetti (włoski: Stazione di Milano Lancetti) – stacja kolejowa w Mediolanie, w regionie Lombardia, we Włoszech. Znajdują się tu 2 perony.